# 學天則
學天則（がくてんそく、学天則）は、1928年（昭和3年）、昭和天皇即位を記念した大礼記念京都博覧会に大阪毎日新聞が出品した、東洋で初めてのロボットである。制作者は同社の論説顧問だった西村真琴。

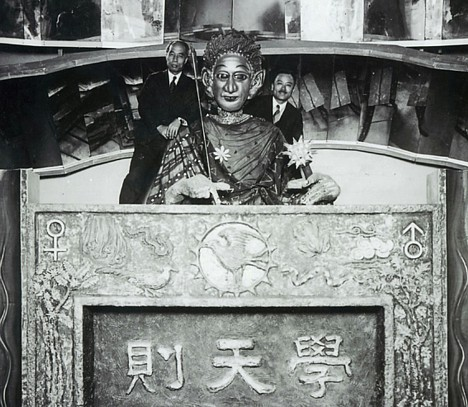
學天則と西村真琴（左の人物）

## 概要
巨大な机に人形が座ったような形で、高さ約3.5m、幅約3m。肌は金色、頭に緑葉冠をかぶり、顔は様々な人種を掛けあわせた感じの容姿であった。右手に鏑矢型のペン、左手に霊感灯（インスピレーション・ライト）と呼ばれるライトを持っていて、ゴムチューブによる空気圧変化を動力に、腕を動かしたり、瞼の開閉や口周りの表情を変えたりができ、全体の制御は突起の付いた回転式ドラムによって行われた。
上部に告暁鳥という機械仕掛けの鳥が付属していて、この鳥が鳴くと學天則は瞑想を始める。そしてひらめきを得ると霊感灯が光を放ち、それを掲げ、鏑矢型のペンでひらめきを文字に起こしたという。
學天則という名は｢天則（自然）に学ぶ｣という生物学者らしい考えに基づいた命名である。
博覧会では観客の注目を集め、1929年（昭和4年）に開催された廣島市鳥瞰昭和産業博覧会や朝鮮博覧会など、各地で開催された博覧会にも出品された。その後、売却されてドイツに渡ったが、行方不明となった。現地では故障等でうまく作動せず、廃棄されたと言われる。

## 開発者
開発者の西村真琴は、1883年（明治16年）に長野県で生まれた。北海道帝国大学教授を経て、1927年（昭和2年）に大阪毎日新聞に入社。ロボット工学の専門家ではなく、阿寒湖のマリモの保護に尽力した生物学者である。大阪毎日新聞の論説員で大阪在住時に學天則を開発した。奴隷のような人造人間ばかりを作るのは淋しすぎるとして、さまざまな表情と美しい動きをする芸術人造人間として學天則を制作したという。

## 再作成

### レプリカ
1992年（平成4年）に、大阪市立科学館が外見を模した動かない小型のレプリカを展示した。

### 復元
2007年（平成19年）2月、大阪市が復元することを発表した。設計図が現存しないため、大阪市立科学館の学芸員と製作業者が協力して、当時の写真や文献だけを手がかりにした復元となった。
製作費約2100万円をかけて実物大の復元品が2008年（平成20年）4月に完成し、4月24日に報道陣に公開された。同年7月18日にはリニューアルオープンした大阪市立科学館の目玉展示として公開された。コンピュータやエアシリンダーによる制御など、構造や動作は昭和初期の作品に比べて精緻になっている。

## 登場する作品
- 『帝都物語』 - 荒俣宏の小説。映画化された際は、西村真琴の次男で俳優の西村晃が作品の中の西村真琴を演じた。映画に登場した學天則はデザインが異なり、最後には意志が宿るような演出も見られる。作者の荒俣宏は『大東亜科学綺譚』（1991年（平成3年）、筑摩書房）にて學天則の製作と西村真琴について紹介している。
- 『怪奇警察サイポリス』 - 学天則 葛丸一號という霊力を有するロボットが登場する。
- 『おきらく忍伝ハンゾー』 - ゲンナイが発明した巨大からくり武者学天則シリーズが登場する。零号機から五号機まである。
- 『ロボ娘のアーキテクチャ』 - 山東ユカの漫画。46回目に江草姉妹がクオークと一緒に大阪まで直接会いに行く。